# Austrobuxus
Austrobuxus es un género de plantas perteneciente a la familia Picrodendraceae, comprende 20 especies originarias de Malasia a Fiyi y de Australia.

## Especies deAustrobuxus
- Austrobuxus alticola
- Austrobuxus clusiceus
- Austrobuxus cracens
- Austrobuxus ellipticus
- Austrobuxus megacarpus
- Austrobuxus montis-do
- Austrobuxus nitidus
- Austrobuxus swainii

etc.